# Сангвинария
Сангвина́рия (лат. Sanguinaria) — род двудольных цветковых растений, входящий в семейство Маковые (Papaveraceae). Включает один вид — Сангвинария канадская, распространён на востоке Северной Америки.

## Ботаническое описание
Многолетнее травянистое растение с толстым корневищем. Стебель 40—60 см высотой, с оранжевым или красным млечным соком. Лист единственный, или же имеется несколько листьев в прикорневой розетке, пластинка в очертании округло-почковидная до сердцевидно-стреловидной, пальчатолопастная (лопастей обыкновенно 5—7), с нижней стороны серо-зелёная. Черешок до 15 см длиной.
Цветок обычно единственный, верхушечный, изредка на одном стебле встречаются по 2—3 цветка, прицветники отсутствуют. Чашечка из двух чашелистиков около 1 см длиной. Лепестки неравные, от продолговатых до обратноланцетных, 1,5—3 см длиной, в числе шести — двенадцати, белые или розоватые. Тычинки многочисленные.
Плод — двустворчатая коробочка веретеновидной формы, 3,5—6 см длиной, раскрывающаяся от основания. Семена от красно-оранжевых до чёрных, с неясным сетчатым рисунком.

## Ареал
Широко распространённое растение на востоке Северной Америки, произрастает в лесах.

## Использование
Все части растения содержат сильнодействующие токсичные алкалоиды, в частности, сангвинарин, наибольшая концентрация — в корневищах. Компонент некоторых лекарств от кашля, также в народной медицине используется в качестве абортивного, тонизирующего, болеутоляющего, стимулирующего сердечную активность средства, для обработки язв и ожогов, против паразитов, при лихорадке, воспалении лёгких и при лечении иных болезней.
Может использоваться в качестве средства для отпугивания насекомых.
Исторически вид Sanguinaria canadensis использовался коренными народами Канады в качестве абортивного средства.

## Галерея

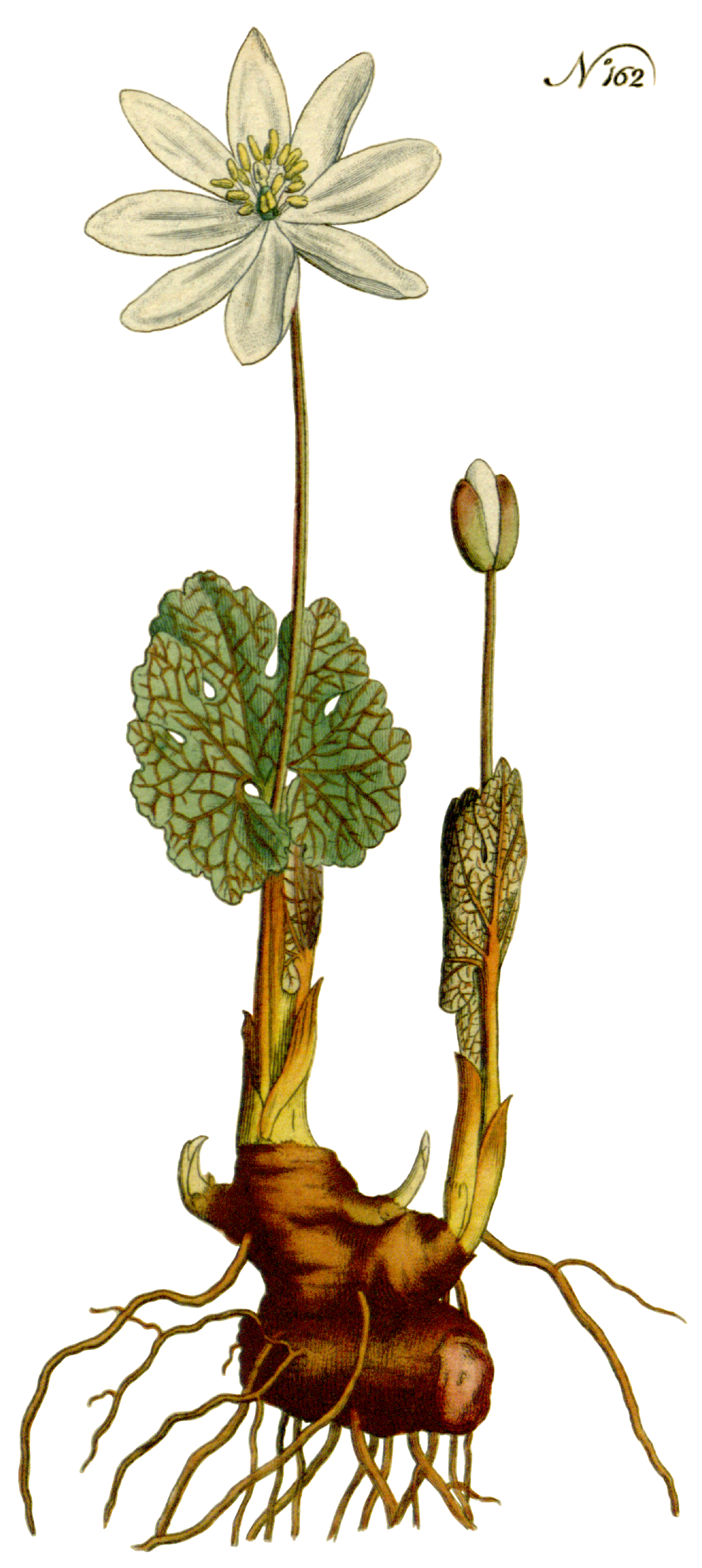
Ботаническая иллюстрация Sanguinaria canadensis
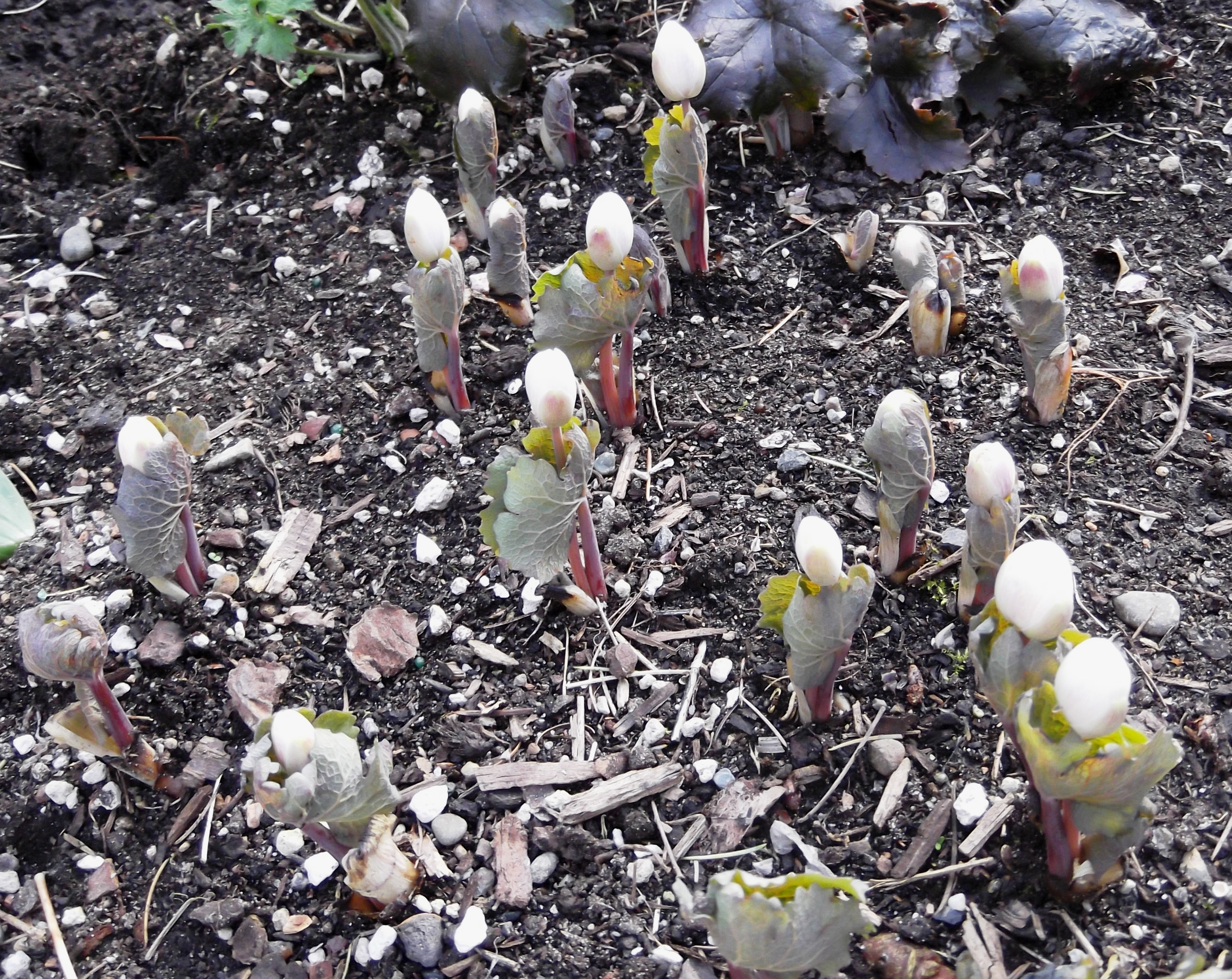
Растения сангвинарии в начале вегетации
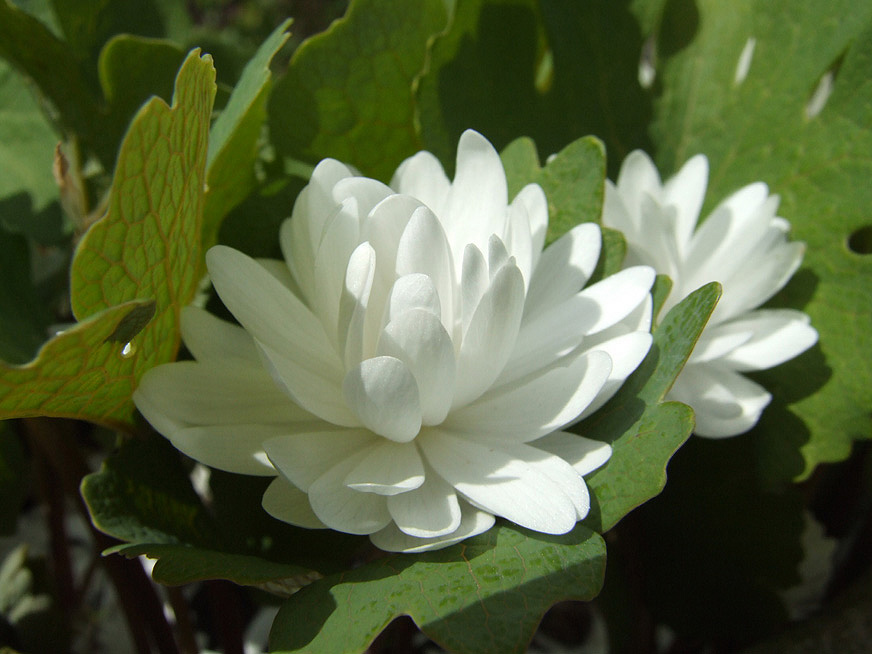
Культивар с махровыми цветами